# Bierconcentraat

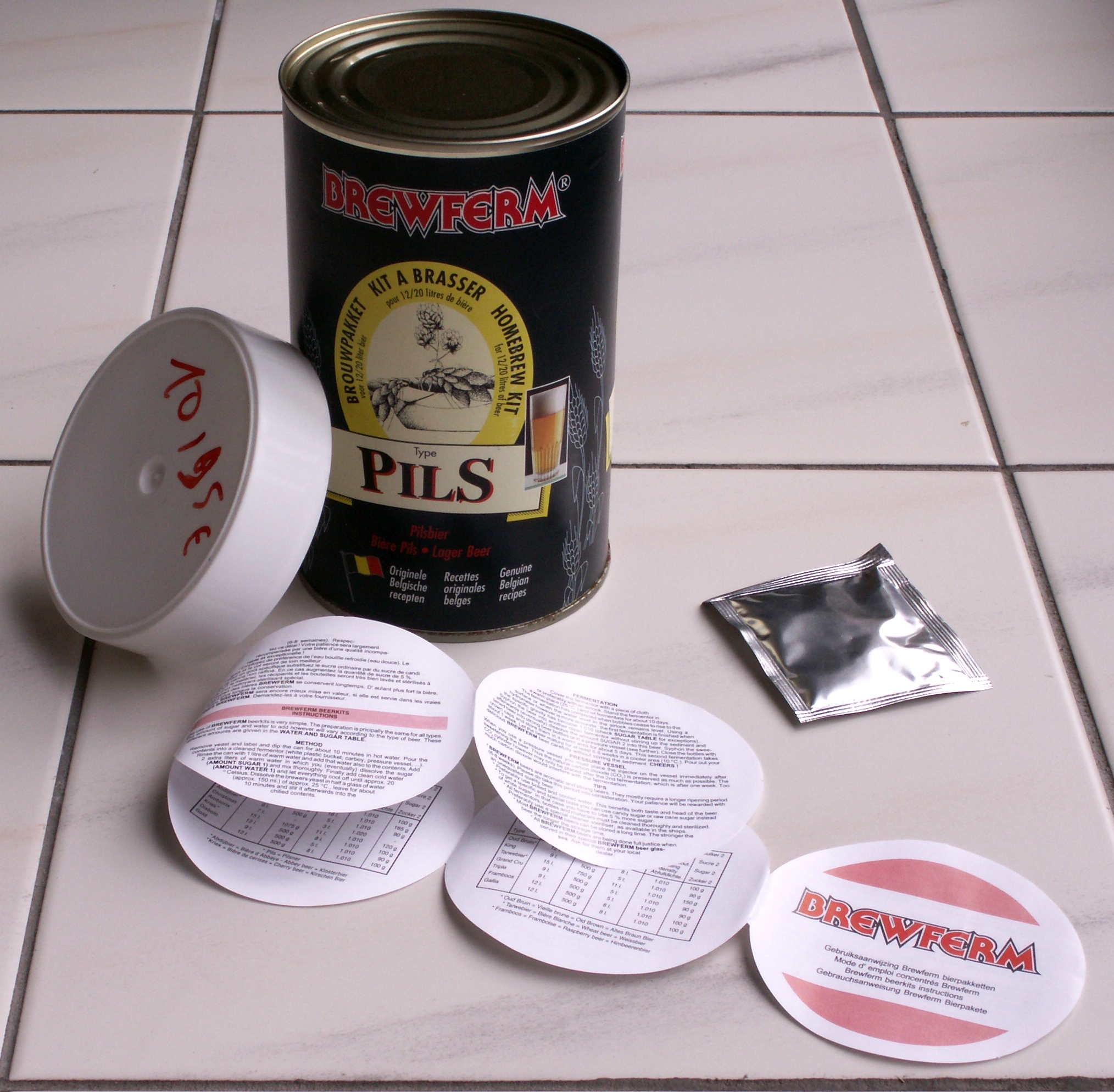
Een blik bierconcentraat

Bierconcentraat is een kant-en-klare stroperige vloeistof die ontstaat nadat het grootste gedeelte van het brouwproces is doorlopen. Bierconcentraat wordt verkocht aan thuis-bierbrouwers. Het contraat zal samen met water, suiker en gist gaan vergisten, waarna het na enkele weken als bier te drinken is.
Er zijn verschillende type bierconcentraten verkrijgbaar.